# Asprópyrgos
Asprópyrgos (Aspropyrgos) är en kommunhuvudort i Grekland.   Den ligger i prefekturen Nomarchía Dytikís Attikís och regionen Attika, i den sydöstra delen av landet, 14 km nordväst om huvudstaden Aten. Asprópyrgos ligger 37 meter över havet och antalet invånare är 30 251.
Terrängen runt Asprópyrgos är kuperad åt nordost, men åt sydväst är den platt. Havet är nära Asprópyrgos åt sydväst. Runt Asprópyrgos är det tätbefolkat, med 790 invånare per kvadratkilometer. Närmaste större samhälle är Aten, 14,3 km sydost om Asprópyrgos. Trakten runt Asprópyrgos består till största delen av jordbruksmark.